# Phaeomolis brunnescens
Phaeomolis brunnescens är en fjärilsart som beskrevs av Rothschild 1909. Phaeomolis brunnescens ingår i släktet Phaeomolis och familjen björnspinnare. Inga underarter finns listade i Catalogue of Life.